# Kevin Drew
Kevin Drew (* 9. září 1976) je kanadský hudebník a hudební skladatel. Drew vyrostl v západním Torontu. Navštěvoval Etobicoke School of the Arts. S Brendanem Canningem založil skupinu Broken Social Scene. Byl rovněž členem post-rockové skupiny KC accidental. Drewovo druhé sólové album, Darlings, bylo vydáno 18. března 2014
15. ledna, 2013 Drew oznámil v rozhovoru, že začal pracovat na novém albu se skladatelem The Archies Andy Kim. Album, It's Decided, bylo vydáno v roce 2015

## Production
Drew a Dave Hamelin společně produkovali album The Tragically Hip album Man Machine Poem a následné sólové album Gorda Downie Secret Path.

## Diskografie

### Sólová alba
- Spirit If... (2007)

- Darlings (2014)

### Broken social scene
- Feel Good Lost (2001)
- You Forgot It in People (2002)
- Bee Hives (2004)
- Broken Social Scene (2005)
- Forgiveness Rock Record (2010)
- Hug of Thunder (2017)

### KC Accidental
- Captured Anthems for an Empty Bathtub - (1998)
- Anthems for the Could've Bin Pills - (2000)

## Video Graf

### Experimental Parachute Movement
- Apostle of Hustle
  - Cheap Like Sebastian
- Broken Social Scene
  - Ibi Dreams of Pavement (A Better Day)
  - Almost Crimes (with Chris Mills)
  - Cause=Time
  - Fire Eye'd Boy
- Constantines
  - Our Age 2009
- Stars
  - Your Ex-Lover is Dead
  - Bitches in Tokyo
- Still Life Still
  - Pastel
- The Most Serene Republic
  - Content Was Always My Favourite Colour
- The Water (2009) Starring Cillian Murphy, David Fox & Feist